# Million Dollar: Business
Million Dollar: Business — П'ятий студійний альбом російського реп-виконавця та музиканта Моргенштерна, випущений 28 травня 2021 на лейблі Atlantic Records Russia. За тиждень до цього виконавець випустив альбом «Million Dollar: Happiness».

## Опис
Альбом є логічним продовженням дилогії, початок якій поклав альбом Million Dollar: Happiness, випущений тижнем раніше. Якщо скласти обкладинки релізів, вийде портрет репера - наполовину клоуна, наполовину успішного бізнесмена. За словами репера, за цей альбом він отримав передоплату в розмірі одного мільйона доларів - таку саму, як і за попередній, випущений тижнем раніше. Якщо скласти обкладинки релізів, вийде портрет репера - наполовину клоуна, наполовину успішного бізнесмена.

## Прийом
Альбом набрав перший мільйон прослуховувань на платформі ВКонтакті через 26 хвилин після релізу. Через добу кількість прослуховувань досягла понад 16 мільйонів.

## Відгуки
Редактор порталу  The Flow Андрій Недашковський зазначив, що новий реліз — серйозніша робота, ніж попередній альбом
|  | Якщо минулий альбом був виходом Алішера-трикстера, то цей - представлення Моргенштерна-хітмейкера. Тут набагато більше пісень, які мають шанси закріпитися в чартах, дотепних панчлайнів (так-так, це у Моргенштерна) і хуків, що в'їдаються. Коли говориш про цього артиста, від подібних заяв краще утримуватися, але після «Happiness» цей альбом справляє враження роботи, над якою старалися. |

## Список композицій
Адаптовано під Apple Music та ВКонтакті.
| №   | Назва                    | Автор                                                            | Продюсер                    | Тривалість |
| --- | ------------------------ | ---------------------------------------------------------------- | --------------------------- | ---------- |
| 1.  | «Olala»                  | - Алішер Моргенштерн - Олександр Марков                          | Gredy                       | 2:22       |
| 2.  | «Aristocrat»             | - Алішер Моргенштерн - Олександр Марков                          | Gredy                       | 2:06       |
| 3.  | «Hublot»                 | - Алішер Моргенштерн - Артем Готліб                              | Slava Marlow                | 2:03       |
| 4.  | «Nominalo»               | - Алішер Моргенштерн - Ігор Власов                               | XWinner                     | 2:12       |
| 5.  | «GTA»                    | - Алішер Моргенштерн - Руслан Валєєв                             | Vacemadest                  | 2:07       |
| 6.  | «Скит от @VSBattleVideo» | Алішер Моргенштерн                                               | Моргенштерн                 | 0:46       |
| 7.  | «Папин танк»             | - Алішер Моргенштерн - Олександр Мерзляков - Олег Бекназаров     | Diamond Style               | 2:07       |
| 8.  | «Dinero»                 | - Алішер Моргенштерн - Руслан Валєєв                             | Vacemadest                  | 2:38       |
| 9.  | «Мания»                  | - Алішер Моргенштерн - Іскандер Сулейманов                       | lskanther                   | 2:00       |
| 10. | «Я на таблах»            | - Алішер Моргенштерн - Олександр Запорожець                      | Onix Beat                   | 2:26       |
| 11. | «Когда нас отпустит»     | - Алішер Моргенштерн - Роман Миронченко - Віктор Машиністов      | Swamiq · Vic Handsome       | 2:49       |
| 12. | «Pull Up»                | - Алішер Моргенштерн - Олексій Максимов - Олег Гладьянов         | ERROR696 · Blackchain       | 2:12       |
| 13. | «Я когда-нибудь уйду»    | - Алішер Моргенштерн - Даніель Альгуасіль Монсо - Луїс Виткевиць | Danny Mads · WizzleGotBeats | 2:40       |